# Anselme Payen
Anselme Payen (Parijs, 6 januari 1795 – 12 mei 1871) was een Frans chemicus die bekendstaat om de ontdekking van het enzym diastase, tegenwoordig amylase genoemd, en het koolhydraat cellulose.

## Levensloop en carrière
Payen werd geboren in Parijs. Zijn opleiding in wetenschap begon op zijn dertiende levensjaar, samen met zijn vader. Later begon hij aan zijn studie scheikunde aan de École polytechnique onder docentschap van de chemici Nicolas-Louis Vauquelin en Michel Eugène Chevreul.
Op 23-jarige leeftijd werd Payen bestuurder van een boraxraffinagefabriek, waar hij een proces ontwikkelde voor de synthese van borax uit soda en boorzuur. Daarvoor werd alle borax uitsluitend door Nederlanders uit Oost-Indië geïmporteerd. Payens nieuwe methode om borax uit andere stoffen te produceren stelde hem in staat het mineraal tegen een derde van de gangbare prijs te verkopen. De Nederlandse monopolie op de stof werd hiermee doorbroken.
Payen ontwikkelde ook processen de raffinage van suiker, voor een manier om zetmeel en alcohol uit aardappelen te raffineren, en een methode voor de bepaling van stikstof. Payen vond chemisch instrument uit, de decolorimeter, waarmee men de ontkleuring, bleking en kristallisatie van suiker kun meten.
Payen ontdekte voor het eerst in de geschiedenis een enzym, dat hij diastase noemde, in 1833. Later werd dit enzym omgedoopt tot amylase. Het achtervoegsel –ase werd naar voorbeeld van de naam diastase te standaard suffix voor het benoemen van enzymen. Payen staat ook bekend om het isoleren en benoemen van de polysacharide cellulose.